# 마쓰쿠라성 (기후현 가카미가하라시)
마쓰쿠라성(일본어: 松倉城 마쓰쿠라조[*])은 기후현 가카미가하라시에 있었던 센고쿠 시대의 평성이다.

## 역사
센고쿠 시대
1532년 도가시 요시사다가 이누야마성주 오다 노부야스 슬하에 있으면서 오와리국 하구리 군 마쓰쿠라를 영지로 해 성을 쌓았다. 이 무렵 요리사다는 도가시 씨(富樫氏)에서 쓰보우치 씨(坪内氏)로 성을 바꾸었다. 1548년 오다 노부히데가 마쓰쿠라 성을 보수했다.
요리사다의 증손 쓰보우치 도시사다는 오다 노부나가 슬하에 있으면서 이나바 산성을 공략하기 위해 하치스카 고로쿠 등 각지의 유력자에게 협력을 구하지만 진척이 잘되지 않아 기노시타 도키치로(후일 도요토미 히데요시)의 도움을 받았다고 한다.
전승에 따르면, 1566년 기노시타 도키치로가 스노마타 성을 축성할 때, 기소산의 목재를 기소강으로 흘려 보낸 뒤, 마쓰쿠라성에서 가공해 다시강에 흘려보내 스노마타에서 성을 축성했다고 한다. 이 같은 일이 이나바 산성 공략에 큰 힘이 되었다고 한다.
아즈치모모야마 시대
노부나가 사후, 쓰보우치 도시사다는 하시바 히데요시와 마찰을 빚었고, 1584년 고마키·나가쿠테 전투에서 도쿠가와 이에야스 측에 가담했다. 그러나, 히데요시 측의 이케다 쓰네오키 군의 공격을 받자, 어쩔수 없이 마쓰쿠라 성을 불태우고 가나야마성으로 몸을 숨겼다. 잠시 도쿠가와 이에야스를 주군으로 모시면서 마쓰쿠라 성에 입성했다.
1600년 쓰보우치 도시사다는 도쿠가와 이에야스의 아이즈 정벌에 참전했고, 곧이어 벌어진 세키가하라 전투에서 동군에 속해 공을 세웠다. 이 공적으로 미노국 하구리 군, 가카미 군의 20개 마을 6천5백 석의 하타모토가 되어 같은 해, 거처를 마쓰쿠라 성에서 신카노 진야로 옮긴 후, 마쓰쿠라 성을 폐성했다.
에도 시대에는 이 지역에서 풍게나무를 신성시 하였기 때문에 이치리즈카로써 나무를 심었다고 한다. 메이지 시대에는 이 풍게나무가 말라 죽은 터에 신사를 세웠고, 이때 쓰보우치 가문의 묘소가 다수 발굴되어 신카노의 소린지(少林寺)에 이장되었다.
덧붙여 이 지역은 센고쿠 시대에는 오와리에 속했으며, 아즈치모모야마 시대인 1585년에는 미노에 속해있다. 따라서, 호칭은 오와리 마쓰쿠라 성과 미노 마쓰쿠라 성으로 불러도 상관은 없다.

## 관광
교통
- 메이테쓰 미카키노 역에서 하차.
  - 가와시마·북부선 후레아이 버스로 환승〈스포츠 공원 앞〉에서 하차. 도보로 8분 소요.

주변 문화시설 및 관광명소
- 항공자위대 기후 기지
- 부쓰간인 - 사찰

## 같이 보기
- 스노마타 성